# Cyperus badius
Cyperus badius là một loài thực vật có hoa trong họ Cói. Loài này được Poir. mô tả khoa học đầu tiên.